# Филип Българин
Филип Българин - Негушанец (на гръцки: Φίλιππος Βούλγαρης - Νιαουστιανὸς) е революционер, участник в Гръцката война за независимост.

## Биография
Филип Българин е роден през 1797 година в южномакедонския град Негуш, тогава в Османската империя. Включва се в Гръцката война за независимост между 1821 и 1929 година и се сражава заедно с Христодулос Петру, Стайко Българин, Теодорос Гривас, Цами Каратасо. Участва в боевете при Аспропотамос (1822), Драгаместо (1823), Крит и Каристос (1824), Атика, Неокастрон Стенолакон и Патрас (1826), Хайдари срещу Мехмед Кютахи паша и Навпакт (1927). След войната живее в Патра и подава неколкократно молби за пенсия и медали.